# Labyrinth der Träume
Labyrinth der Träume (jap. ユメノ銀河 Yume no Ginga, dt. „Milchstraße der Träume“) ist ein japanischer Mystery-Thriller von Gakuryū Ishii aus dem Jahre 1997. Er wurde zum ersten Mal auf dem Toronto Film Festival 1997 gezeigt. Der Film basiert auf einem Roman von Yumeno Kyūsaku.

## Handlung
Der Film spielt im Japan der 1930er Jahre. Im ländlichen Distrikt nahe Tokio arbeitet die junge Busbegleiterin Tomiko, die sich in den Busfahrer Niitaka verliebt, mit dem sie zusammenarbeitet. Ihre Aufgabe besteht darin, regelmäßig vor einem Tunnel auszusteigen, um den Bus einzuweisen. Als Tomiko erfährt, dass ihre Vorgängerinnen, darunter auch ihre Freundin, unter mysteriösen Umständen ums Leben gekommen sind, keimt in ihr ein schrecklicher Verdacht. Sie beginnt zu glauben, dass Niitaka der Mörder ihrer Freundin sei. Getrieben von Rachegelüsten, beginnt sie ihn unermüdlich zu beobachten. 

## Kritik
Das Lexikon des internationalen Films schreibt: „Äußerst streng strukturierter Mystery-Thriller in brillanter Schwarz-weiß-Fotografie, der in die sich verselbständigende Gedankenwelt einer jungen Frau entführt, die sich ihre eigene Hölle erschafft.“